# Михаил, Анастасиос
Анастасиос Михаил (греч.  Αναστάσιος Μιχαήλ, известен также как Анастасиос Македонянин греч.  Αναστάσιος ο Μακεδών; 1675—1722) — известный греческий учёный XVII века. Часто упоминается как первый греческий академик. Одним из первых отстаивал тезис о непрерывности греческого языка и нации, предвосхитив таким образом на два века тезис историка К. Папарригопулоса (1815-1891) о исторической преемственности Греции с древности по сегодняшний день, который в свою очередь заложил основу для формирования национальной идентичности новогреческого общества. 
Завершил свою академическую деятельность в России, где в силу знания греческого и славянских языков император Пётр I включил его в период 1713–1715 годов в комиссию по корректировке перевода Библии на церковный славянский.
Умер в Москве в 1722 году.

## Биография
Родился в западномакедонском городе Науса (приблизительно) в 1675 году.
Начальное образование получил на родине, после чего учился риторике и философии в Янине в школе Гумаса у Георгиоса Сугдурис (c. 1645-1725) которому оказывал содействие в качестве переписчика рукописей.
Его соучеником был будущий литератор и переводчик Алексиос Спанос.
Одновременно Михаил посещал уроки и в Школе Епифания т. н. “Малой школе Янин”, в частности уроки директора Школы, Парфения Кацулиса. Именно в Школе Епифания состоялись его первые контакты с западноевропейцами, когда эту школу посетил атташе британского посольства в Константинополе.
В 1702 году выехал на остров Керкира, находившегося под контролем Венецианской республики, готовясь к выезду в Венецию. Был переубеждён своим окружением отложить поездку и оказался в Константинополе, который и при османах оставался центром греческого просвещения. Знакомство с немецким письмеником Adhard Adelung привело его в Галле, хотя его друг Александр Элладий свидетельствует что Михаил по-прежнему желал переехать в Венецию. В августе 1703 года он поступил в Университет Галле на теологический факультет.
До 1710 года он попеременно жил в Германии и Голландии. В этот же период он совершил свою первую поездку в Россию. Также в этот период он был связан дружбой с Johann Michael Langius (1664-1731), который отмечает что Михаил правил его тексты Круг знакомств Михаила не ограничился одними эллинистами, поскольку он был дружен с востоковедом (арменологом) Иоганном Шрёдером (1680-1756) а находясь в Галле воспользовался возможностью изучить еврейскую филологию у J. H. Michaelis.

## В России

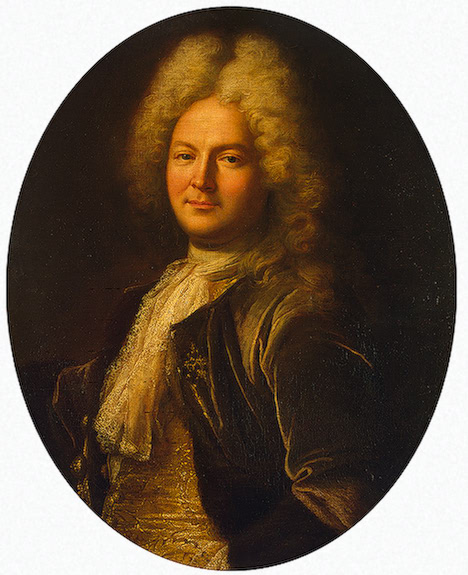
А. А. Матвеев – покровитель Михаила в России

Первый кратковременный приезд Михаила в Россию состоялся в 1709 году, но с 1715 года он обосновался здесь и развил заметную деятельность в основном в церковных вопросах. Был в числе видных греков на службе у Петра Великого, которому посвятил одну из своих работ. Он стал членом специального комитета назначенного царём с целью создания нового перевода Библии с греческого.
В 1722 году царь назначил его в Синод Русской Церкви.
Заметную роль в карьере Михаила в России сыграло его знакомство с А. А. Матвеевым, с которым он был знаком ещё в бытность последнего российским посланником в Гааге.
В Москве его деятельность пересеклась с деятельностью другого греческого учёного, Серафима Митилинейского, с которым он был знаком ещё с Германии.

## Защищая греческий язык
Михаил отличился как эллинист, хотя не оставил после себя известных собственных работ в этой области, поскольку он, как и другие греческие учителя в Западной Европе в этот период, вынужденно работал помощником западноевропейских эллинистов, зарабатывая таким образом себе на жизнь.
Однако, как пишет Х. Минаоглу, Михаил прибыл в Западную Европу не учить а преподавать греческий язык. Он вступил в полемику с теми эллинистами которые культивировали тезис о т.н. правильном произношении греческого языка, не говоря уже о тех, которые пытались насадить для греческого языка тезис о временных границах. Он нажил себе много противников, но и союзников, что подтверждает его избрание в Брандебургскую академию (Königliche Akademie der Wissenschaften). Он снискал уважение эллинистов академиков August Hermann Francke (1663-1727), Johann Tribbechovius (1677-1712), ориенталиста и эллиниста академика Friedrich Hoffmann (1660-1742) .

### Речь-кредо
В своей речи в Брандебургской академии Михаил преследовал цель продвижения эллинизма и восстановление правды о нём в Западной Европе. Одновременно эта речь стала важной научной работой в кругах западноевропейских эллинистов, которые теперь располагали достоверным свидетельством о греческом языке и эллинизме современной им эпохи, поскольку оно было представлено учёным греком по происхождению, для которого греческий язык был родным.
Основной целью Михаила была пропаганда эллинизма как в современном ему греческом обществе, так и в Западной Европе, что обеспечивалось тремя частными целями которые он поставил: I-борьба против антиэллинистического взгляда части западноевропейских эллинистов, что пост-классический греческий язык не был греческим и что следовательно греки начала XVIII века не были греками, II-представление греческой научной и просветительской деятельности в условиях турецкого ига и III- представление влияния эллинизма как на православные, так и на западноевропейские народы.
Он опроверг с помощью неопровержимых аргументов лингвистически неверные толкования антиэллинов, используя большие отрывки из литературы на греческом, добавляя отрывки на латинском, а также на еврейском, показывая что и другие языки претерпели изменения в своих фонологических, тональных, лексических и синтаксических частях, что не ставит однако под сомнение их непрерывность. Он подчёркивал что современный (ему) греческий язык является греческим, точно так греческим является классический греческий афинского V века. до н.э. Он подчёркивает также что анти-эллины “мудрецы” не пишут то что они пишут по наивности, но что у них есть предубеждение против эллинизма и плохое знание греческого языка. Это опровержение переплетается с греческой учёностью османского периода, которая и исторически доказывает непрерывность эллинизма, поскольку греческие учителя этого периода уезжают на Запад в основном именно в качестве учителей греческого. Михаил задаётся вопросом каким образом Западная Европа принимает их учителями греческого, которого они по утверждениям анти-эллинистов не знают. Третья частная цель переплетается в его речи с двумя предыдущими и её достижение заключается в разграничении влияния греческого образования, где для православных народов оно представляется как абсолютно господствующей и высшей формой образования признаваемой такой учёными влахами, болгарами и арнаутами, которые по существу стали греками и представляют себя таковыми, в то время как для западноевропейцев греческий язык является подслоем их образования и необходимым элементом их учёности.
Следовательно, как отмечает Михаил, когда греков массово приглашают учителями греческого, невозможно признание греков как греков на Востоке и Западе если они не являются ими.

## Академический антиэллинизм
Западноевропейский Антиэллинизм как его именуют греческие исследователи был детищем церковного раскола и столкновений православных греков с западноевропейцами после Четвёртого крестового похода.
Эти исторические события в определёной степени повлияли и на академические круги.
Оставаясь почитателями классической Греции, некоторые западноевропейские эллинисты стали не просто дифференцировать греческий язык разных периодов, но в этих попытках зашли так далеко, что ни много ни мало стали заявлять что язык классической Греции пропал сразу после завоевания Греции Римом.
Термин антиэллинизм охватывает все тексты, речи и политические акты которые были направлены или совершены против порабощённого эллинизма в новейшее время. Это была беспрецедентная попытка пропаганды вовсе не о том что эллинизм есть что то плохое само по себе, а о том что его просто не существует.
После падения Константинополя, когда была уничтожена Византия и вместе с ней политическая сила греков, началась новейшая анти-эллинистическая пропаганда, та которой противостоял Михаил и через 3 века. В этой новой антиэллинистической филологии греки не характеризуются еретиками, во всяком случае в первую очередь, как это было в средневековых текстах Contra Graecos, но характеризовались как не греки. Греческие исследователи пишут, что поскольку западному антиэллинизму удалось в его средневековый период лишить греков государственного существования, то теперь усилия были напралены чтобы лишить их дувного существования. Но как отметил Михаил это было невозможно и могло быть осуществленно при одном только условии: чтобы греки признали что они не греки, чтобы отреклись от своего эллинизма!
Аргументы нового антиэллинизма были в первую очередь лингвистическими, но основывались, согласно современной лингивистике, на неверных предположениях, но и на недостаточном или практически полном незнании греческого языка. С эпохи Михаила и далее эти взгляды начали также становиться и «историческими», поскольку те же круги которые распространяли слухи что (современНые) греки не говорили на греческом, начали утверждать в своих записках путешествий и оренталистских текстах, что современные им греки были варварским народом, которые не имели никакого отношения к культуре и не могли быть потомками (древних) греков.

## Два ответвления тезисов академического антиэллинизма
Выше означенный центральный тезис новейшего анти-эллинизма часто принимал ещё две отдельные версии, однозначно более мягкие, но с заметным различием по степени антиэллинизма между ними.

### Тезис о Македонии
Первый тезис касался родины Михаила, Македонии, который кроме академических аспектов затрагивал патриотические чувства Михаила как македонянина.
Этот тезис выражал исторический и лингвистический взгляд части эллинистов, что македоняне не являлись греками. Михаил отвечал этим академикам что Македония в большей степени является Грецией нежели Аттика, поскольку, согласно его концепции, греки “появились впервые” в граничившей с Македонией Фессалии. Михаил заявлял что “македоняне, вместе с остальным эллинизмом овладели всей ойкуменой до края (известной) земли и где распространили греческий язык и греческую цивилизацию”. И далее, согласно Михаилу, “диалект македонян по существу был первым греческим Койне, от которого произошли все остальные греческие диалекты”.
Михаил пишет что македоняне, покорив весь мир передали греческую цивилизацию и греческий язык до края ойкумены, не оставив ни один народ Азии безучастным и не затронутым греческой культурой, нравами, наукой и языком. Михаил подчёркивал, что и ныне у этих народов сохраняются “крупицы” эллинизма.
В заключение Михаил задаётся вопросом, “в силу чего македонян, которые осуществили всё это и являются старейшими греками мы прекратим именовать греками” ?

### Попытка отчуждения пищущих на греческом писателей «не греческой природы»
Таким же ясным и не допускающим иных толкований образом Михаил доказывал ложный характер утверждений антиэллинов в том что касается пищущих на греческом писателей из числа арнаутов, валахов и болгар. Он объяснил отношения других православных языковых общин с греками и отметил что это заявление антиэллинов просто попытка отдалить эти общины от эллинизма.
Он объяснял что в большинстве текстов османского периода авторы не отмечают свою национальную принадлежность, поскольку обращаясь к грекоязычному читателю не считают нужным объяснять то, что читатель считает само собой разумеющимся. Михаил объяснял также что эти три общины были в значительной степени эллинизированы. Не только общая православная вера была первым и основным принципом общности с греками, где многие богослужения были на греческом, но и сам язык и культура греков рождали желание остальных православных владеющих греческим языком стать греками. По мнению Михаила, не греческой «природы» (происхождения) владеющие греческим языком православные Балкан предпочитают чтобы их именовали греками… они чувствуют себя греками и заявляют что они греки.

## Отношения и взаимоподдержка с Элладием
В период своего провоозглашения членом Берлинской академии Михаил был знанят вопросом антиэллинизма, как и другие греки которые оставались в Галле, где они имели возможность пропагандировать свои взгляды о эллинизме.
Уже в 1705 году он опубликовал свою критику о работе своего друга J. Tribbechovii, Brevia Linguae Ῥωμαϊκῆς sive Graecae Vulgaris Elementa, где упоминал использованную автором грамматику греческого языка которая как он считал –используя мягкую характеристику- неправильно передавала греческий.
Вместе с ним достойным соратником в те годы борьбы за эллинизм был Александр Элладиос, который также был знаком с кругом эллинистов Галле и вёл переписку с Francke.
Элладиос счёл своей обязанностью ответить антиэллинам не только теоретически как Михаил но и практически. В 1712 году он издал грамматику современного греческого языка, где применил все аксиомы высказанные Михаилом в Речи о эллинизме. Грамматике предшествует воображаемый диалог о произношении нового греческого языка, в котором высмеиваются взгляды Ηenninii и Vossii.
В том же духе и ссылки в следующей его работе Status Presens (1714), которая демонстрирует самым наглядным и активным образом греческое самознание греческих учёных османского периода описывая также и перипетии Михаила в Западной Европе и в частности в Амстердам: «я знаю также какими пустыми обещаниями Adelung преградил путь Анастасиосу Михаилу. Знаю также о тайных планах некоторых, ужасные махинации и грязные попытки использовать греков в целях служения чужим интересам. Я знаю также что случилось с А.Михаилом в Амстердаме”.
И далее “Как бы то ни было пусть знают все : я родился греком и являюсь греком, и без колебаний нападаю на кого либо дабы поддержать своё отечество и земляков, тем более когда я вижу что они несправедливо терпят такие бедствия Время изменило многое но греки не перестали быть греками»
Х. Минаоглу пишет, что эта последняя фраза является кульминацией сознания и учения Элладия но и его единомышленика Анастасиоса Михаила

## Работы
В 1706 году Михаил издал книгу о своём путешествии в Амстердам
В 1709 году был провозглашён членом  Берлин-Бранденбургской академии наук, став таким образом первым греком, удостоившимся этой чести
В 1710 году издал книгу „Царский театр“
В 1714 году опубликовал книгу „О состоянии различных провинций Европы для изучения любознательными греками“.

## Память
Сегодня в Наусе его земляки дали имя Анастасиос Михаил своему культурно-просветительскому обществу.